# كوريييون (كيلكيس)
كوريييون (Χωρύγιον) هي مدينة في كيلكيس في مقاطعة فوريا إلادا في اليونان.